# Novorizonte
Novorizonte é um município brasileiro do estado de Minas Gerais. Em 2022, sua população era de 4 571 habitantes. Está localizado na mesorregião do Norte de Minas e microrregião de Salinas. Compõe com outros municípios da região o Alto Rio Pardo.

## História
O município de Novorizonte foi criado pela lei estadual nº 12030, de 21 de dezembro de 1995, desmembrado de Salinas.